# Psilomorpha maculicornis
Psilomorpha maculicornis är en skalbaggsart som först beskrevs av Saunders 1850.  Psilomorpha maculicornis ingår i släktet Psilomorpha och familjen långhorningar. Inga underarter finns listade i Catalogue of Life.